# Tai'erzhuang
Tai'erzhuang, tidigare romaniserat Taierhchwang, är ett stadsdistrikt i Zaozhuang i Shandong-provinsen i norra Kina. Det ligger omkring 240 kilometer söder om provinshuvudstaden Jinan. 
Under andra kinesisk-japanska kriget utspelades slaget om Tai'erzhuang på orten, vilket var ett av de få slag under kriget där Nationella revolutionära armén lyckades besegra den kejserliga japanska armén.

## Källa
1. ↑  ”worldpostmarks.net”. Arkiverad från originalet den 2 januari 2015. https://web.archive.org/web/20150102101710/http://worldpostmarks.net/HTML%20Countries/china.htm. Läst 24 november 2014.